# Klaipėdos jūrų krovinių kompanija

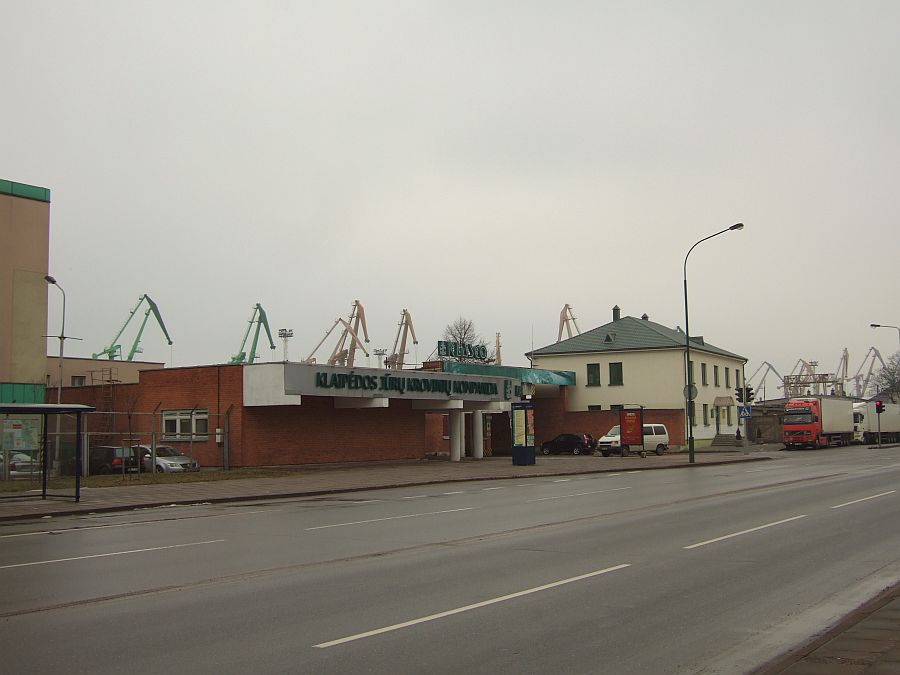
Klaipėdos jūrų krovinių kompanija, 2009

Klaipėdos jūrų krovinių kompanija (KLASCO, auch KJKK) ist das größte Stauerei- und Logistik-Unternehmen im Hafen Klaipėda, Litauen. Es hat die Rechtsform einer Akcinė bendrovė.
KLASCO ist Teil der Achemos grupė. Das ehemals staatliche Unternehmen (valstybinė įmonė) wurde im März 1999 privatisiert. Das Unternehmen bezeichnet sich international als Klaipėda Stevedoring Company (KLASCO). 2002 gab es 1245 Mitarbeiter.